# 심우장
심우장(尋牛莊)은 대한민국 서울특별시 성북구에 있는 사적으로 한용운이 1933년부터 1944년까지 만년을 보내다가 세상을 떠난 곳이다. 1984년 7월 5일 서울특별시의 기념물 제7호 만해 한용운 심우장으로 지정되었다가, 2019년 4월 8일 대한민국의 사적 제550호로 승격되었다.
대지의 동쪽으로 난 대문을 들어서면 왼편인 남쪽에 한옥으로 지은 심우장이 북향하여 서 있고, 대문 맞은편에는 벽돌조 단층으로 지은 관리인 주택이 심우장과 직교하며 동향으로 서 있다.
한용운은 충청남도 홍성 출신으로 본관은 청주, 본명은 정옥이다. 용운(龍雲)은 법명이며, 만해(萬海, 卍海)는 아호이다.
만해는 1919년 승려 백용성(白龍城) 등과 불교계를 대표하여 독립선언 발기인 33인 중의 한 분으로 참가하여 <3·1독립선언문>의 공약 삼장을 집필한 분으로 유명하다.
처음 설악산 오세암에 입산하여 승려가 되었다가, 시베리아와 만주를 순력한 후 28세 때 다시 설악산 백담사로 출가하여 정식으로 승려가 되었다. 1910년에는 불교의 변혁을 주장하는 《조선불교유신론》을 저술하였고, 1926년에는 근대 한국시의 기념비적 작품인 《님의 침묵》을 펴낸 뒤 민족운동단체인 신간회에 가담하였으며, 1931년에는 조선불교청년동맹을 결성하였다.
이곳 성북동은 원래 성밖 마을 북장골, 한적한 동네였다. 만해는 3·1운동으로 3년 옥고를 치르고 나와 성북동 골짜기 셋방에서 어려운 생활을 하고 있었다.
그 때 승려 벽산(碧山) 김적음이 자신의 초당을 지으려고 준비한 땅 52평을 내어주자 조선일보사 사장 방응모 등 몇몇 유지들의 도움으로 땅을 더 사서 집을 짓고 '심우장'이라고 하였다.
'심우장(尋牛莊)'이란 명칭은 선종(禪宗)의 '깨달음'의 경지에 이르는 과정을 잃어버린 소를 찾는 것에 비유한 열 가지 수행 단계 중 하나인 '자기의 본성인 소를 찾는다'는 심우(尋牛)에서 유래한 것이다.
한용운이 쓰던 방에는 한용운의 글씨, 연구논문집, 옥중공판기록 등이 그대로 보존되어 있으며, 심우장의 이름처럼 인간의 본성에 대한 소박한 명상이 가능하다.
마당에는 성북구에서 지정한 아름다운 나무로 소나무와 향나무가 있으며 한켠에 올래여행(역사문화여행) 스탬프가 있는 우체통이 있다.

## 개요
심우장은 승려, 시인, 독립운동가였던 만해 한용운(1879∼1944)이 1933년에 지은 집이다.
1910년 한·일합방이 되면서 중국에 망명하여 의병학교를 설치하고, 독립군의 훈련장을 돌면서 독립정신과 민족혼을 심어주는 일에 전력하였다. 1919년 3월 1일 독립운동이 일어나자 민족대표 33명 중의 한 사람으로, 독립선언서를 발표하여 3년 동안 옥살이를 하였다. 출옥 후에도 선생은 일본경찰의 감시 아래 강연 등 여러 방법으로 조국독립을 위해 힘쓰다가 1944년 심우장에서 중풍으로 죽었다. 저서로는 『조선불교유신론』, 『님의 침묵』 등이 있다.
심우장의 규모는 앞면 4칸·옆면 2칸으로 옆에서 보았을 때 여덟 팔(八)자 모양을 한 팔작 기와집이다.
심우(尋牛)란 소를 사람의 마음에 비유하여 잃어버린 나를 찾자는 뜻이라고 한다.

## 관람 안내
주차공간은 별도 없으며, 관람시간은 09:00~18:00까지이며 관람시간내에는 신발을 벗고 들어가서 마음껏 사진도 찍고 앉아 있을 수 있다. 주변 가볼 만한 곳으로는 성곽과 마을이 아름다운 북정마을과 북정미술관이 있다.
한성대입구 전철역 6번출구를 지나 나폴레옹제과점 건너편 정류장에서 03번 마을 버스를 타고 북정마을 종점까지 오거나 6번 출구 근처에서 1111번 버스를 타고 성북동 쌍다리집 건너편 정류장에서 내려 길을 건넌 후 좌측 마을버스길로 올라오면 된다.

## 사적 지정사유
1933년 승려이자 독립운동가인 만해 한용운 선생이 건립하여 거주한 곳이며, 독립운동 관련 활동과 애국지사들과의 교류 등에 대한 흔적이 남아 있다는 측면에서 사적으로서의 문화재적 가치가 충분하다.

## 같이 보기
- 한용운

## 참고 문헌
- 만해 한용운 심우장 - 국가유산청 국가유산포털
- 본 문서에는 서울특별시에서 지식공유 프로젝트를 통해 퍼블릭 도메인으로 공개한 저작물을 기초로 작성된 내용이 포함되어 있습니다.